# Lukeanivka, Kahovka
Lukeanivka (în ucraineană Лук'янівка) este un sat în comuna Vasîlivka din raionul Kahovka, regiunea Herson, Ucraina.

## Demografie
Componența lingvistică a localității Lukeanivka
     Ucraineană (93,33%)
     Rusă (6,67%)
Conform recensământului din 2001, majoritatea populației localității Lukeanivka era vorbitoare de ucraineană (93,33%), existând în minoritate și vorbitori de rusă (6,67%).